# Собор Иоанна Предтечи (Керчь)
Собор Святого Иоа́нна Предтечи — православный храм в центре Керчи, старейший из действующих храмов на территории Крыма. Является одним из двух кафедральных соборов Феодосийской епархии Русской православной церкви.
Храм является памятником византийского искусства. Остатки сооружения VI века (возможно, базилики) были использованы как основание для нового храма примерно в X веке. В XIX веке к храму пристроили притворы и колокольню в неовизантийском стиле. При этом древняя часть храма даже после всех последующих перестроек и реконструкций сохраняет свою византийскую крестово-купольную планировку. Сама церковь прекрасно сохранилась и не была разрушена; существует версия, что во время Крымского ханства она использовалась как мечеть. Росписи храма были некогда замазаны побелкой, что привело к почти полной утрате фресок XIV века. При реставрации штукатурка была удалена, и очертания древних фресок стали видны.
В Российской Федерации, контролирующей спорную территорию Крыма, является  объектом культурного наследия федерального значения; на Украине, в пределах признанных большинством государств — членов ООН
 границ которой находится спорная территория, — памятником культурного наследия национального значения.

## Название
До 1330-х годов храм не упоминался в письменных источниках. Первым можно считать описание Ибн Баттуты, который посетил Корчев в 1334 году и провёл ночь в церкви, название которой не упоминал. По словам автора биографии путешественника, И. В. Тимофеева, церковь, которую описал Ибн Баттута, — это храм, известный ныне как храм Усекновения главы Иоанна Предтечи.
В честь Иоанна Предтечи церковь была освящена лишь в конце XVIII или начале XIX века, а до того носила другое название. В 1634 году Эмиддио Дортелли Д’Асколи, глава миссии доминиканцев, носивший номинальный титул префекта Кафы и Татарии, посетил Керчь. По его словам, «внутри крепости находится не очень большая церковь, во имя святого Георгия, принадлежащая грекам, в которой есть алтарь с куполом, поддерживаемым четырьмя великолепными колоннами из мрамора. На верху этого купола виднеется очень много раковин, устричных и иных морских, так вросших в камень, что они кажутся как бы находящимися на месте своего происхождения». По мнению Александра Бертье-Делагарда, Д’Асколи ошибался и перепутал монастырь святого Георгия с церковью Иоанна Предтечи. Однако церковь в то время действительно могла носить имя святого Георгия, поскольку неизвестно, в честь какого святого она была освящена первоначально. Лишь в последней четверти XVIII века её стали называть в документах «церковью Святого Иоанна» и «Иоанно-Предтеченской».

## Датировка
В отношении датировки церкви у специалистов до сих пор нет единого мнения; все отмечают лишь то, что храм древний. Внимание учёных и путешественников церковь привлекла ещё в конце XVIII века. На одной из колонн храма есть надпись: «Здесь покоится раб Божий Кириак сын Георгия внук Винира. Преставился месяца июня 3 индикта 10 в лето от Адама 6265 (6260)», которую неоднократно отмечали путешественники и исследователи, зачастую делая вывод о том, что надпись датирует и сам храм. При этом года они указывали разные. В 1848 году архиепископ Гавриил писал, что церковь, по слухам, построена не позднее 600 года. П. И. Сумароков полагал, что надпись на колонне датирует и храм. Аналогично и П. А. Дюбрюкс считал, что «дата гравирована в надписи на одной из колонн». Дюбуа де Монпере, Павел Васильевич Беккер, Генри Дейнби Сеймур считали, что надпись на колонне указывает на древность храма, при этом Беккер и Сеймур сами не видели надпись и опирались на мнение Дюбуа де Монпере.
Обследование церкви было произведено лишь в 1867 году И. С. Рыдзевским, а затем в 1884 году А. А. Авдеевым.

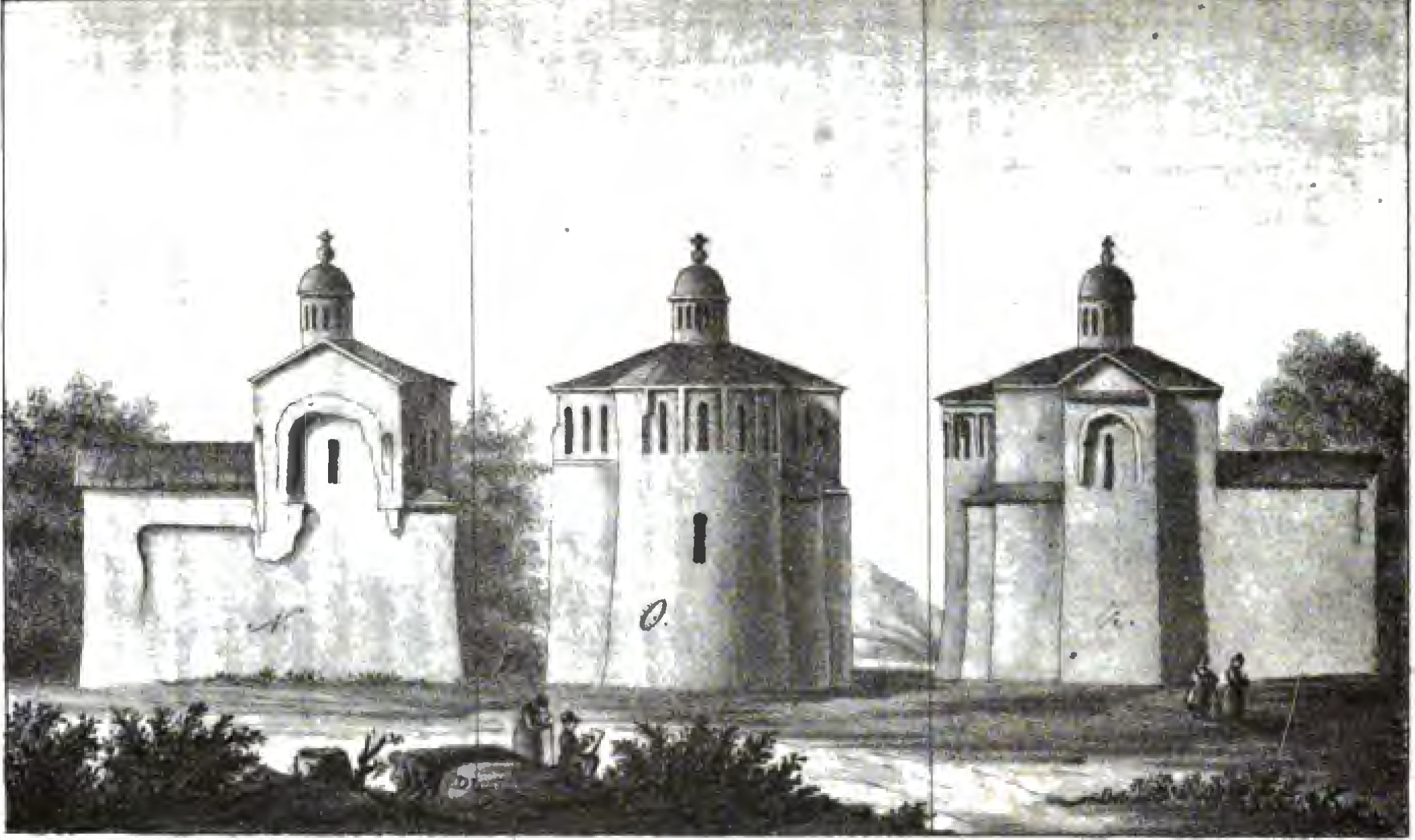
Церковь Иоанна Предтечи в Керчи, вид с юга, востока и севера. Мурзакевич Н.,1836

А. Бертье-Делагард первым предположил, что «надпись на одной из колонн вовсе не свидетельствует о времени постройки самой церкви св. Иоанна». Вслед за ним В. В. Латышев отмечал, что «надпись часто считается свидетельством о времени постройки церкви св. Иоанна», но обращал внимание на то, что при строительстве могла быть использована колонна из другой, более древней постройки. По мнению учёного, надпись на колонне свидетельствовала, что по содержанию она не имеет никакого отношения к постройке церкви. Н. И. Брунов считал, что «сравнение форм керченской церкви с другими памятниками византийской архитектуры — единственный возможный метод для датировки здания…». При этом он считал, несмотря на мнение Бертье Делагарда и Латышева, что нужно принять в расчёт и надпись на колонне, поскольку нет данных, что она относится к другой постройке, и расположение надписи противоречит предположению, что она происходит из другого сооружения. Поэтому Н. Брунов датировал храм первой половиной VIII века. По мнению Т. И. Макаровой, колонна была взята из базилики, ранее, в VIII веке, стоявшей на том же месте. Н. П. Кондаков и Т. Макарова датировали храм IX—X веками. Е. В. Веймарн относил постройку храма к VIII веку.
По мнению А. Бертье-Делагарда, купольные постройки в Крыму получили распространение в XIII веке, и «едва ли церковь Иоанна Предтечи древнее этого», а в комментариях к запискам Эмиддио Дортелли Д’Асколи он отмечал, что «по архитектурным особенностям она едва ли ранее XII века». По мнению А. Л. Якобсона, с IX века основной формой храмов на православном Востоке вместо базилики стал крестово-купольный храм с четырьмя опорами барабана купола, и храм в Керчи был промежуточным звеном развития такой структуры. Он датировал храм концом VIII века, «судя по композиции здания и технике кладки с чередованием рядов кирпича и камня, а также учитывая надпись на колонне храма». По мнению учёного, формы голосников подтверждают данную датировку.
Ю. С. Асеев на основе архитектурных обследований датировал храм в пределах X—XIV веков. Однако надпись Тмутараканского камня, находящегося в Эрмитаже, возможно, содержит отсылку к керченскому храму. Текст надписи: «В лето 6576 [1068 год] индикта 6 Глеб князь мерил море по леду от Тмутороканя до Корчева 14000 сажен». Т. И. Макарова полагала, что, возможно, было измерено расстояние между церковью Иоанна Предтечи в Керчи и ныне не сохранившейся церковью Богоматери на Таманском полуострове. Тем самым задана верхняя граница для датировок храма — начало XI века.

## Архитектура

План первоначального храма по Н. И. Брунову

Храм крестово-купольный, при этом крест вписанный, а купольные подпоры стоят свободно внутри пространства храма. По первоначальному плану у храма не было боковых входов. Крест был покрыт двускатными кровлями, лежавшими непосредственно над арками лопаток. Барабан первоначально был круглым, но впоследствии с помощью штукатурки ему придали граненую форму. Верхние части ветвей креста и северный фасад имели ниши с полуциркульным верхом. Аналогичные ниши были в апсидах: в средней апсиде пять, в северной и южной — три ниши поменьше. Внутреннее пространство храма делилось арками и колоннами на части. Н. Брунов отмечал: «характерное отличие от столичных (константинопольских) форм состоит в данном случае в том, что коробовые своды ветвей креста лежат на подпружных арках. Композиция, совершенно подобная подпорам керченской церкви, характерна для ряда церквей Трапезунта». По мнению учёного, источником форм храма была Малая Азия. Ещё одним важным отличием храма в Керчи от константинопольских является выделение центрального креста за счёт понижения других частей храма. В кладке стен чередуются ряды белого камня и плоского кирпича — плинфы. В пропорциях всех частей здания Н. Брунов отметил вертикализм — храм как бы вытянут по вертикали. В архитектуре Константинополя эта черта была характерна для построек начиная с IX века и особенно в XII веке. Первоначально в боковых апсидах были окна, у алтарной преграды установили два столба. Хотя посреди храма имеются колонны, многие из них не играют роль несущих конструкций, а стоят свободно без нагрузки и являются декоративным элементом. Согласно А. Бертье-Делагарду, колонны храма такие же, как и описанные учёным в Херсонесе: они явно сборные, поскольку диаметр капителей отличается от диаметра колонн. По его мнению, колонны «получены из Херсонеса». Т. Макарова отмечает, что церковь Богоматери в Тамани 1023 года постройки во многом была подобна церкви Иоанна Предтечи в Керчи: использовался одинаковый красный песчаник при постройке, погребения также совершались в каменных ящиках.

## История
Встроенные в стены храма античные погребальные стелы

### Предыстория
Монах Епифаний, посетивший Крым в 815—820 годах, писал, что видел в Боспоре большой храм Св. Апостолов, в основании которого был вкопан ковчег с именем Апостола Симона Кананита, и часть мощей апостола дали Епифанию. Этот храм имел форму базилики, вмурованные в основание мощи находились в ней, вероятно, с момента постройки. Исходя из этого, Л. Ю. Пономарёв предположил, что храм Св. Апостолов был построен в конце V—VI веке. Об этом храме протоиерей Пажимов в 1884 году писал, что «документов и записок об основании сей церкви нет, а по народному преданию относится к постройкам VI века».
По мнению Е. В. Веймарна храм Иоанна Предтечи возник там, где ранее в IV—VI веках была «солидная постройка», разрушенная и закрытая насыпью. На её месте был сооружён храм, фундаментами для которого частично стали стены предыдущих строений. Вероятно, этим строением был храм Св. Апостолов. При строительстве храма Иоанна Предтечи и его последующих реконструкциях в стенах и полах храма оказались встроены обломки, как античных времён, так и ранее стоявшей на этом месте базилики. Результаты раскопок, проведённых под руководством Т. И. Макаровой показали, что храм был возведён в IX—X веках одновременно с жилым районом, к нему примыкавшим, «прямо на остатках базилики, диаметр апсиды которой несколько не совпал с диаметром апсиды нового храма». Т. Макарова, как и А. Бертье-Делагард, отметила «сборный характер колонн и капителей» храма, которые, по её мнению, были взяты из этой ранней базилики.

### До 1917 года
Нет данных о том, когда и каким перестройкам подвергался храм. На основании описания Ибн Баттутой фресок храма некоторые исследователи делали вывод, что примерно в XIV веке храм был превращён в мечеть, однако других аргументов в пользу такого предположения нет. Наоборот, известно, что христианские храмы действовали в Керчи всё время одновременно с мечетями. В XIV веке прошла реконструкция храма, следы которой зафиксированы археологами, апсиды были заложены каменной облицовкой, толщина которой достигала 1 метра. Всего же при расчистке росписей было выявлено несколько слоев штукатурки, фрески были на втором, но сверху было ещё три слоя, относящихся к трём реконструкциям.
В 1783 году Крым был присоединён к России. Христианское население городов стало увеличиваться. В связи с ростом населения Керчи сначала был построен ещё один храм, а затем было принято решение об увеличении вместимости храма Иоанна Предтечи. В 1801 году начался ремонт храма с увеличением его размеров, к августу 1803 года соорудили трёхнефную западную пристройку с хорами и колокольней. К 1835 году была возведена северная прямоугольная пристройка с пилястрами и фронтоном. В начале 1840-х годов церковь опять реконструировали, при этом старую колокольню заменил притвор, а вместо неё по проекту Александра Дигби (младшего) возвели новую двухъярусную колокольню с запада. За годы существования храм основательно ушёл под землю — вокруг него наросли пласты земли; кроме того, при сооружении крепости храм окружили валы. В 1892 году северная пристройка была переделана в придел, освящённый 13 (25) ноября 1893 года во имя Николая Чудотворца и святой Великомученицы Екатерины в память об избавлении от смерти цесаревича Николая 29 апреля (11 мая) 1891 года в Японии.
8 января 1896 года в Императорскую археологическую комиссию поступил запрос на разрешение перестройки части храма, и разрешение было выдано, но лишь на работы по переустройству новой части, пристроенной к храму в XIX веке, а древнюю часть комиссия не разрешала перестраивать. В 1896 году придел был расширен за счёт полукруглых выступов и тамбура по проекту А. И. Карапетова. Аналогичные запросы поступали в комиссию в 1898, 1908 и 1909 годах, при этом сообщалось, что древние стены не сохранились. В Керчь был командирован П. П. Покрышкин для определения состояния памятника. 8 апреля 1909 года состоялось реставрационное заседание Комиссии, на котором в том числе рассматривалось состояние храма Иоанна Предтечи (XVI по порядку). Согласно протоколу заседания были доложены описание церкви по состоянию на 1887 год, выдержки из заключения Н. Н. Кондакова от 1889 года, выдержки из статьи А. А. Авдеева 1887 года, доклад П. П. Покрышкина о проведённом им 20—23 марта 1909 года осмотре храма, а также переписка о несогласованном расширении храма. Постановление комиссии подтвердило предыдущее решение и разрешало расширение и перестройку лишь новой части здания, и то лишь при условии, что проект расширения новой части будет представлен в Комиссию.

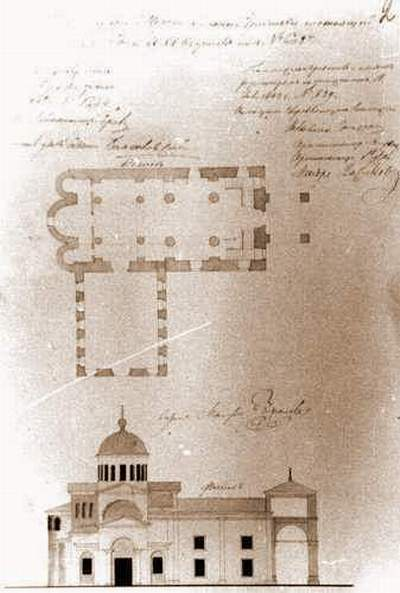
Проект пристроек к храму в 1842 году
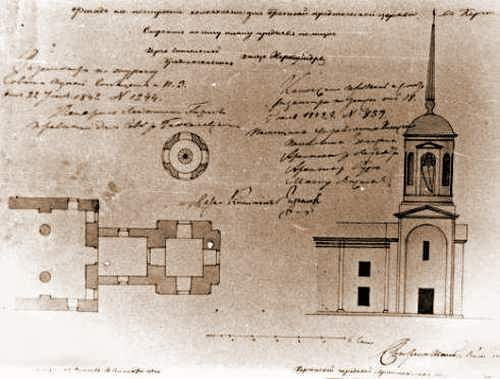
Проект колокольни городского архитектора Керчи А. Дигби младшего, 1842 год
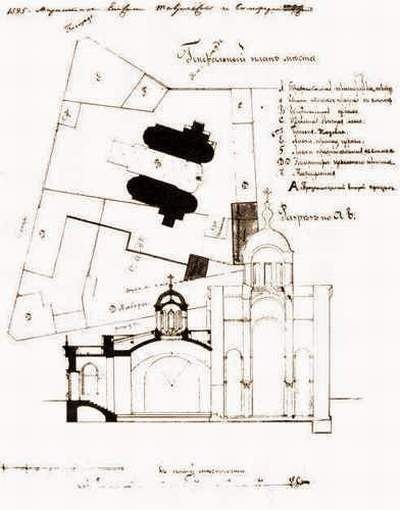
Проект пристройки северного престола. Западный фасад. А. И. Карапетов, 1895 год
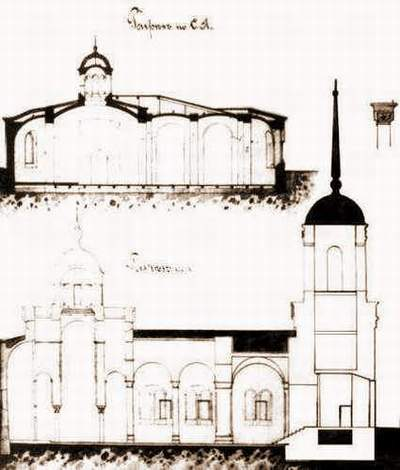
Проект пристройки северного престола. Северный фасад. Разрезы. А.Карапетов, 1895 год

### После 1917 года
В конце 1920-х — 1930-х годах довольно активно шло изучение и исследование памятников Крыма. В постановлении Президиума КрымЦИК «О состоянии и задачах музейного строительства в Крымской АССР» от 2 октября 1934 года ставилась задача провести за два месяца учёт памятников, в том числе памятников старины. Созданный список был утверждён 20 марта 1935 года, но церковь Иоанна Предтечи в него не попала. 28 декабря 1937 года в храме разместили склад. В 1938 году из республиканского бюджета было выделено 26 тысяч рублей Керченскому историко-археологическому музею, часть этих средств была использована для работ в церкви Иоанна Предтечи. В храме починили кровлю и водостоки, оштукатурили стены, на алтарных столбах раскрыли фрески . Здание храма было передано музею для размещения антирелигиозной экспозиции. Во время немецкой оккупации в храме шли службы, а в 1947 году в нём были размещены экспозиции лапидария. В послевоенные годы состояние памятника беспокоило архиепископа Симферопольского Луку (Войно-Ясенецкого), уроженца Керчи. Он неоднократно обращался по этому вопросу к уполномоченному Совета по делам Русской православной церкви при Совете министров СССР по Крымской области Жданову и просил его передать храм верующим. В 1960 году в храме был вновь размещён лапидарий. Статус памятника архитектуры республиканского значения был присвоен храму лишь Постановлением Совета министров УССР № 970 от 24 августа 1963 года, и подтверждён решением Крымского облисполкома № 595 от 5 сентября 1969 года. Попадание в реестр памятников культуры не означало, что здание оберегалось. Рядом с храмом в 1960-е годы стихийно возник рыбный рынок, храм ветшал, купол разрушался.
В 1967—1970 годах Республиканские научно-реставрационные мастерские (с 1980 года НИИ «Укрпроектреставрация») по поручению Совета министров УССР от 1965 года проводили исследования и разрабатывали проектную документацию реставрации храма, которая началась с фасадов в 1972 году. Руководила реставрацией Е. И. Лопушинская, которая была автором проекта (одновременно велись раскопки под руководством Т. И. Макаровой). Купол и барабан укрепили с помощью металлического каркаса, позднейшие наслоения были сняты, реставраторы восстановили облицовку стен, раскрыли древнее основание. В отреставрированном храме была размещена часть лапидарной коллекции Керченского музея, которая находилась в нём до 1985 года.
В 1976 году был принят генеральный план города, который с тех пор не менялся более тридцати лет. Воспользовавшись тем, что в генплане не были установлены охранные зоны памятников культуры, руководители города В. Ф. Дубов и С. А. Чистов начали сносить исторические здания, расчищая место для городской застройки. Среди зданий, которые рассматривались для сноса, была и церковь Иоанна Предтечи. Охранная зона храма была установлена лишь решением Крымского облисполкома № 284 от 22 мая 1979 года: границами зоны стали главная аллея площади Ленина, переулки Дмитрова и Трудовой. В 1990 году был составлен «Проект охранных зон памятников истории и культуры Керчи», который, однако, остался лишь на бумаге в связи с распадом СССР. В июне 1990 года Керченский горисполком принял решение передать церковь «Керченскому православному религиозному обществу», а в следующем году Совет министров Крымской АССР закрепил права на использование храма за общиной Иоанно-Предтеченской церкви. В 2010 году НИИ памятникоохранных исследований Министерства культуры Украины составил «Историко-архитектурный опорный план и зоны охраны», который послужил основой для генерального плана Керчи, утверждённого в следующем году. В 2013 году Священный синод Украинской православной церкви принял решение о создании Феодосийской епархии, кафедральным собором которой стал храм Иоанна Предтечи. После аннексии Крыма Российской Федерацией в 2014 году распоряжением правительства Российской Федерации № 2073-р от 17 октября 2015 года храм был включён в число объектов культурного наследия России федерального значения (Регистрационный номер 911510363400006).
В феврале 2021 года проводилась экспертиза, которая выявила необходимость реставрации храма.

## Фрески
На одной из стен церкви, в которой ночевал Ибн Баттута, он заметил изображение мужчины с мечом и копьём, в головном уборе, похожем на чалму. По словам путешественника, находившийся в церкви человек («монах») назвал изображённого на фреске «пророком Али». «Изображения в древнем храме» видел ещё в 1665 году Эвлия Челеби. Позднее (неясно, в какое время) фрески были закрыты штукатуркой, поэтому путешественники XVIII—XIX веков не упоминали о росписях храма. После того, как были обнаружены остатки росписей храма, стали появляться утверждения о том, что храм был расписан Феофаном Греком. Более того, предположение об авторстве Феофана приписывалось И. Грабарю.

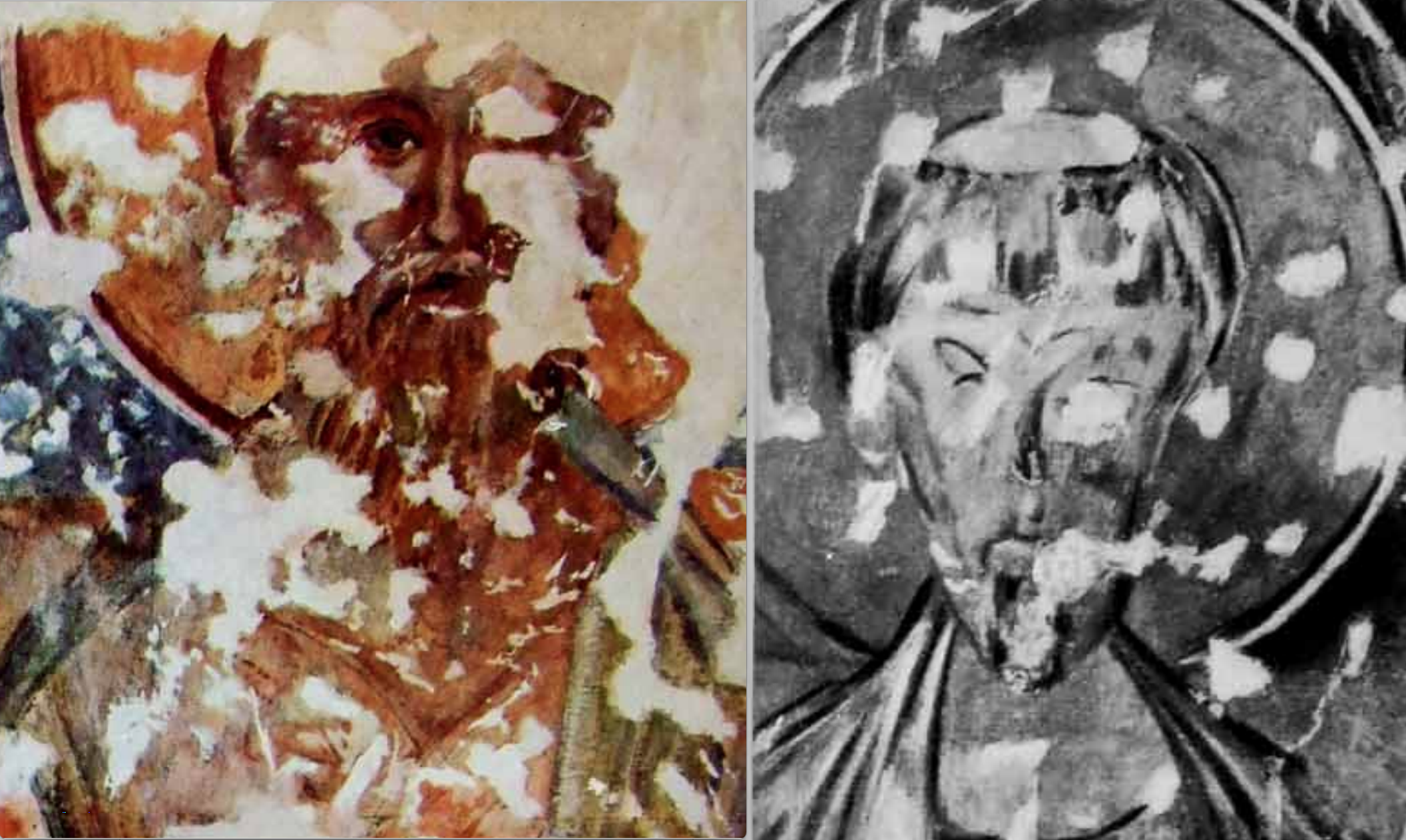
Фрески на южном и северном столбах предалтарной арки

Из письма Епифания Премудрого (игумену тверского Спасо-Афанасьевского монастыря Кириллу) известно, что Феофан Грек бывал в Крыму, но Епифаний упоминал лишь Кафу (Феодосию). Было организовано несколько экспедиций для поиска работ Феофана, но ни одна из них не увенчалась успехом. Весной 1927 года и в 1928 году в такую экспедицию в Крым ездили сотрудники ЦГРМ И. Грабарь, А. Анисимов, П. Юкин (дядя В. Юкина) и другие. Они расчистили и укрепили фрески во многих памятниках, но ни одну из них не атрибутировали Феофану. Грабарь действительно высказывал предположение об авторстве Феофана, но не в отношении фресок храма Иоанна Предтечи в Керчи (о существовании которых на тот момент даже не было известно), а в отношении фресок храма Иоанна Предтечи в Феодосии на Карантине. Но и эти фрески при ближайшем рассмотрении оказались не принадлежащими Феофану. В письме из Крыма 6 мая 1927 года И. Грабарь писал: «фрески, предположительно приписывавшиеся на основании моего „Феофана Грека“ — Феофану, оказались его времени, но совершенно другого мастера». Через 10 лет во время экспедиции в 1937—1938 годах реставраторы Государственной Третьяковской галереи П. И. Юкин и И. А. Баранова обнаружили в храме Иоанна Предтечи фрески, осуществив пробное раскрытие небольших фрагментов. Согласно их отчёту, оставшемуся неопубликованным, поверх фресок трижды была нанесена покраска при ремонтах храма. Сама же роспись находилась на втором слое штукатурки, который можно отнести к XIV веку. Сохранившиеся небольшие фрагменты росписей были расчищены лишь в 50-х годах. На основе анализа их художественных и технических особенностей археолог О. И. Домбровский датировал их началом XIV века, отметив, что два фрагмента написаны разными авторами. По словам Домбровского, «удлинённость пропорций, изысканно-простая трактовка складок одежды, аскетическая скупость красок и доходящая до гротескности смелость рисунка настойчиво вызывают в памяти образы фресок Феофана Грека». Реставрация фресок, проведённая сотрудниками Киевской реставрационной мастерской в 1980—1981 годах, и анализ их стиля подтвердили датировку Домбровского в пределах XIV века. Однако последняя реставрация и сопутствующее ей исследование росписи позволили отказаться от её стилевого сближения с Феофаном Греком, какой бы заманчивой ни казалась такая связь. Судя по всему, автор росписи собора никак не связан с Феофаном и является представителем другого течения в византийской позднепалеологовской живописи. Профессор А. Ишин отмечал, что, «к сожалению, сегодня мы не можем достоверно атрибутировать ни одну из фресок средневековых крымских храмов как работу Феофана».
Конечно, уровень сохранности фресок не позволяет точно определить стиль их автора, однако для реставраторов и искусствоведов очевидно, что роспись храма представляла собой образец византийской монументальной живописи XIV века, более яркий, чем фрески церкви Стефана. Художник был не местным, с большой степенью вероятности он происходил из крупного византийского культурного центра — возможно, из Малой Азии, как и архитектор храма. Фрески находятся в центральной апсиде, которая менее прочих частей здания пострадала при переделках. Кусок подлинной росписи небольшого размера (примерно 16 на 16 сантиметров) расположен над аркой у алтаря. На нём можно различить фрагмент одеяний. Вероятно, над этим местом был изображён ряд фигур. Примерно на том же уровне на южной пилястре заметны фрагменты фигуры, немного ниже изображён святой, лик которого пострадал сильнее других частей тела. Однако этот фрагмент росписи можно оценить по общему силуэту и рисунку. На южной стороне северо-восточной колонны расположено изображение неизвестного святого, которое сохранилось лучше всех. Хорошо просматривается последняя буква с энергичным декоративным росчерком на конце, обычным для XIV века. Также этому периоду (и более поздним) соответствует резкий ритм линий фигуры. В облике святого чувствуется острота и энергия. Отмечается высокий уровень выучки автора фресок, хотя заметны автоматизм и заученность.

## Реликвии

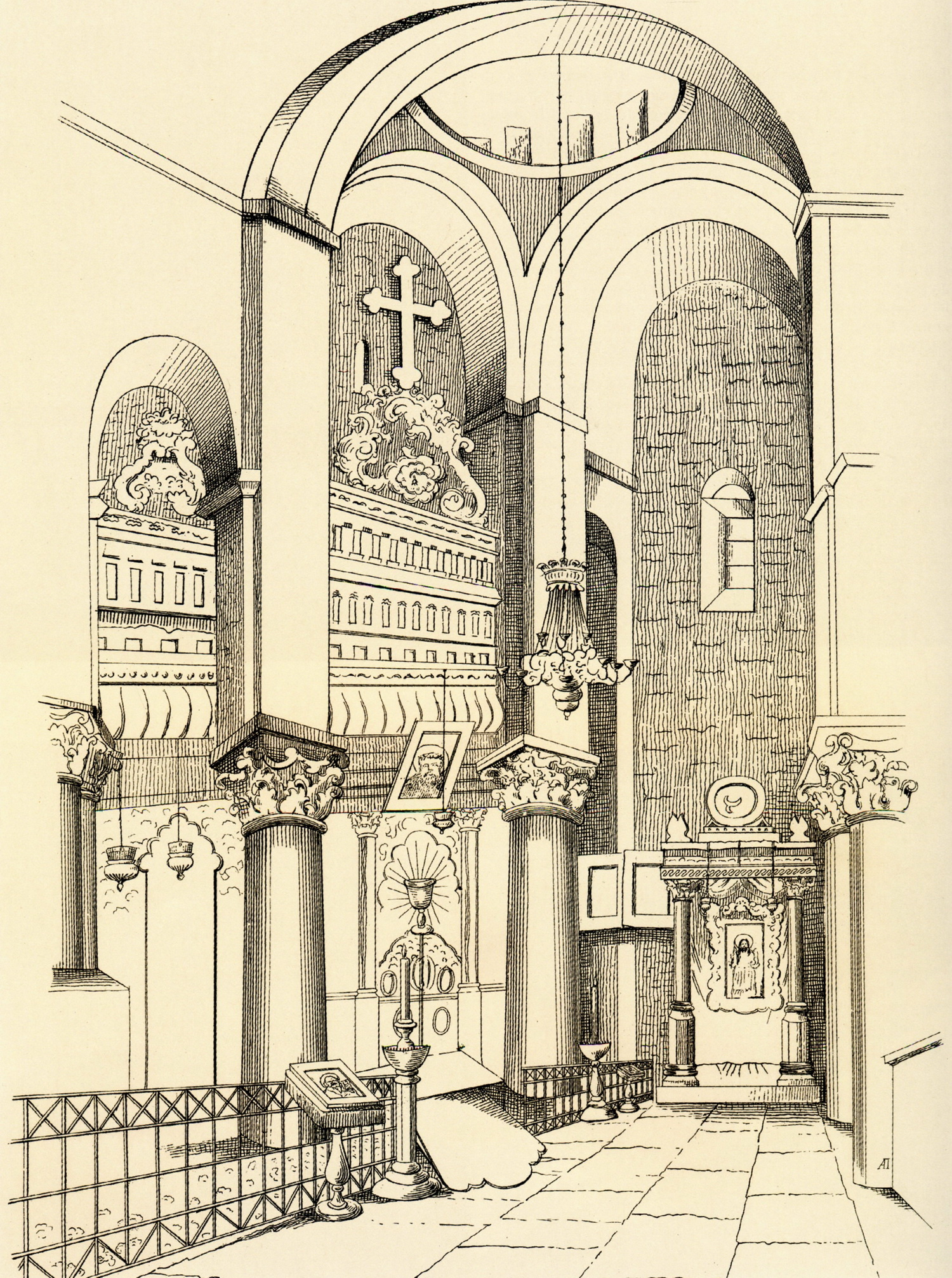
Клингер И., Шульце А. Интерьер церкви в 1854 году

Ковчег с мощами апостола Симона Кананита, который, по словам монаха Епифания, был вкопан в основание храма Святых Апостолов, находившегося на этом месте ранее, позднейшими авторами не описывался и не был найден при раскопках. Судя по многочисленным свидетельствам, в храме находились иные реликвии — греческое рукописное Евангелие (возможно, XI века), рукописный «Апостол» из Константинополя (возможно, конца XI—XII века), древние иконы Спасителя, Богоматери, Иоанна Предтечи, икона Варвары Великомученицы 1703 года. Подробное описание реликвий дали историки Н. Мурзакевич и Х. Х. Зенкевич. По их словам, иконы Спасителя и Богоматери «замечательны своей древностью», при этом икона святого Иоанна Предтечи «отличается наибольшей древностью и пользуется большим почитанием». Иконы эти были так ветхи, что «дерево начинало тлеть». Евангелие было написано «в малый лист, 6 вершков длины и 4,5 вершков ширины», книга хорошо сохранилась, имела 258 листов и кожаный переплёт. На каждой странице было 23—24 равномерно расположенные строки, месяцеслов заканчивался 29 августа — днём памяти усекновения главы Иоанна. Текст был написан чёрными чернилами, заглавные буквы «обрисованы киноварью, голубой и жёлтой краской». «Апостол» содержал 243 листа 7 на 5 вершков, тоже в кожаном переплёте. В этой книге многих листов из середины не хватало. На каждом листе было два столбца из 26—27 строк.
Как минимум две из описанных икон находились в храме ещё в 1927 году, поскольку, по словам П. Юкина, в церкви он расчистил иконы Божьей Матери XV века и Иоанна Предтечи в рост XV века «италогреческого письма». Что случилось с ними впоследствии, неизвестно, но многие хранившиеся в храме реликвии погибли во время Великой Отечественной войны.

## Легенды

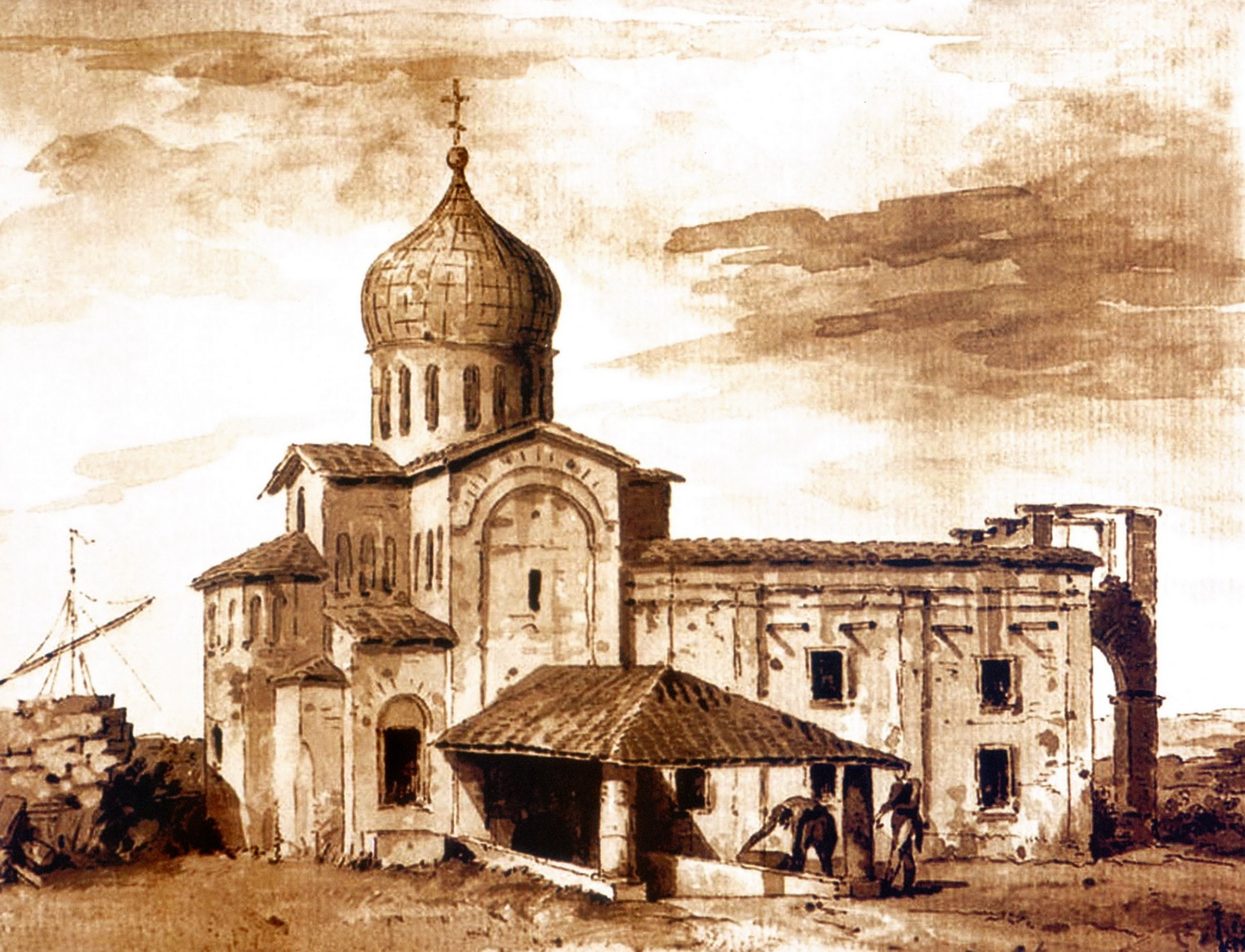
Иванов И. Вид древней церкви в Керчи. Предположительно 1803 год. Колокольня в процессе строительства.

Вокруг храма за годы его существования возникло множество легенд. Согласно Эмиддио Дортелли Д’Асколи, «местные жители говорят, по наследственному преданию, что эта часовня найдена в море».
П. П. Свиньин в 1825 году записал предание, «что церковь сия воздвигнута одним из Св. Апостолов, пришедшим на берега Чёрного моря проповедовать святое Евангелие». В конце XIX века Х. Х. Зенкевич записал предание, что церковь якобы основана с благословения Андрея Первозванного, прибывшего в Воспор в 65 году.
Архиепископ Гавриил описал у западного входа в храм «в расстоянии 3 саженей квадратный камень, на верху которого видна как бы человеческая ступень». Он отметил, что по поводу этого следа «ходят в народе разные предания», не уточняя. В 1799 году П. И. Сумарокову показывали «камень, являющий на себе следы ног, которые, по мнению здешних обывателей, произошли от того, что некий святой стоял на нём многие годы сряду». Эти «Следы Святого» приписывали Святому Иоанну Предтече или апостолу Андрею Первозванному, а набиравшаяся в «отпечаток» «святая вода» почиталась как целебная. На самом деле, это было «четвероугольное мраморное подножие древней статуи» с надписью, которая, однако, почти стёрлась. По словам Н. Мурзакевича «невежество её сгладило и пустило в ход какую-то нелепую легенду». Какое-то время постамент как и многие античные обломки находился внутри церкви, встроенный в пол, и лишь со временем был помещён снаружи у западного входа. Позднее его заключили в стеклянный футляр, под которым находилась икона Св. Иоанна Предтечи с лампадой. В какое время это произошло, неизвестно, однако через полвека после Гавриила большой камень под стеклянным футляром у западного угла храма видел Х. Зенкевич. На камне был различим оттиск «подобия человеческой стопы». В начале XX века для этого постамента была выстроена небольшая часовенка.
Эти легенды до сих пор поддерживаются в среде верующих, согласно странице храма на сайте Феодосийской епархии:
«По преданию, апостол Андрей Первозванный благословил возведение храма на берегах Керчи, тогдашнего Боспора в 65 году н. э. в честь своего первого учителя Иоанна Предтечи. Именно в это время апостол Андрей, согласно записям монаха Епифания, прибыл впервые для проповеди в эту местность. Подтверждением этому служила и почитаемая святыня — камень с отпечатком стопы Первозванного апостола, который находился у самого храма вплоть до революционного времени 1917 года».

## Современное состояние
В июне 1990 года храм был освящён, и в нём начались богослужения (престолы: Усекновения главы Иоанна Предтечи, Николая Угодника). В настоящее время храм Иоанна Предтечи является кафедральным собором Феодосийской епархии (восстановлена в декабре 2012 года) Русской православной церкви. Настоятелем собора является митрополит Феодосийский и Керченский Платон (Удовенко).

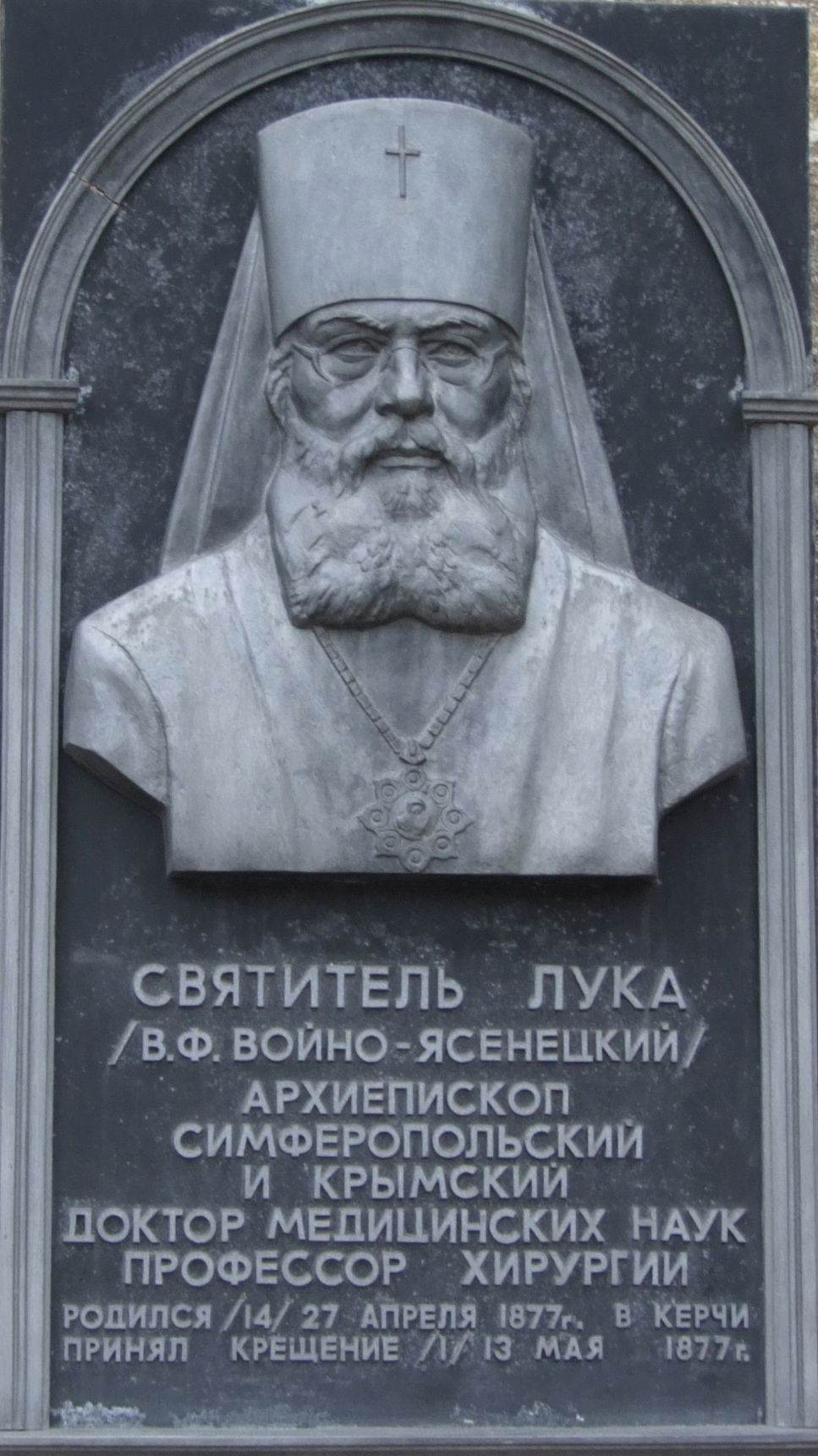

На фасаде храма в 1997 году установлена табличка работы скульпторов В. Ф. Будина и А. И. Мельникова в память о Луке (Войно-Ясенецком). Это послужило основанием для ошибочного утверждения, что святитель Лука был крещён в этом храме (), тогда как в реальности крещение состоялось 1 мая 1877 года в керченском Свято-Троицком соборе. Крестили будущего святителя протоиерей И. В. Щербинин и диакон Ф. Ф. Гладкий. Поскольку Свято-Троицкий собор не сохранился, табличку установили на храме Иоанна Предтечи.
|                                                 | Дата по новому стилю | Дата по старому стилю |
| ----------------------------------------------- | -------------------- | --------------------- |
| Рождество Иоанна Предтечи                       | 7 июля               | 24 июня               |
| Усекновение главы Иоанна Предтечи               | 11 сентября          | 29 августа            |
| Собор Иоанна Предтечи                           | 20 января            | 7 января              |
| Первое и второе Обретение главы Иоанна Предтечи | 9 марта              | 24 февраля            |
| Третье Обретение главы Иоанна Предтечи          | 7 июня               | 25 мая                |
| День святителя Николая                          | 19 декабря           | 6 декабря             |

| День              | Время                         | Событие                                                         |
| ----------------- | ----------------------------- | --------------------------------------------------------------- |
| Вторник — пятница | 7.30                          | Часы, литургия, исповедь, причастие                             |
| Вторник — пятница | 17.00 (16.00 в зимний период) | Вечернее богослужение                                           |
| Суббота           | 7.30                          | Часы, литургия, исповедь, причастие                             |
| Суббота           | 10.00                         | Крещение                                                        |
| Суббота           | 17.00 (16.00 в зимний период) | Всенощное бдение                                                |
| Воскресенье       | 7.00                          | Часы                                                            |
| Воскресенье       | 7.30                          | Ранняя литургия                                                 |
| Воскресенье       | 9.30                          | Часы                                                            |
| Воскресенье       | 10.00                         | Поздняя литургия                                                |
| Все дни           |                               | По окончании литургии — молебен По окончании молебна — панихида |

## Комментарии
1. ↑  Павел Сумароков в 1779 году назвал церковь Греческой[Л 6].
 Архиепископ Херсонский и Таврический Гавриил (Розанов) в 1848 году называл её «Иоанно-Предтеченская, Греческая»[Л 7].
2. ↑  П. И. Сумароков в 1799 году: «Древность сего оскудевшаго храма неоспорима»[Л 6].

Дюбуа де Монпере: «тот храм можно считать одним из самых редких памятников Керчи, настолько он древен». 
Генри Дейнби Сеймур в 1844 году: это «самый древний византийский храм, в настоящее время оставшийся в Крыму»[Л 8]. 
 И.М.  Муравьёв-Апостол  в 1820 году: Керчь "сама по себе ничего примечательного не заключает, кроме церкви в крепости находящейся, и то, по древности её, а не по вкусу, хотя купол на четырех мраморных столпах лежащий и обнаруживает греческое зодчество"[Л 9].
3. ↑  П. И. Сумароков: « между высеченными на мраморном столпе словами, изъясняющими время погребеннаго под нимъ тела, поставлен сей по Адаме год SCξE, то есть, в лето 6265, чему теперь 1042 года»[Л 6][Л 10]. 
Н. Н. Мурзакевич посетил Керчь дважды — в 1836 и 1840 годах. В первый раз он написал, что на второй из четырёх колонн, подпирающих купол, есть надпись на греческом языке «о погребении какого-то христианина в „6265“ году от Сотворения Мира, что значит в 1079 г. по Р. Хр.». В ходе этого визита Мурзакевич не мог лично видеть её и описал со слов священника[Л 11][Л 10], но во второй раз ему удалось увидеть надпись и срисовать её, после чего он писал о SCξZ годе (6260)[Л 12][Л 10]. 
Архиепископ Гавриил: «греческим древним письмом изображено, что погребено тут тело какого-то Кириака, в лето от сотворения мира 6276»[Л 7].

 А.Б. Ашик, в 1833—1849 годах занимавший должность директора Керченского музея древностей: «эпоха основанія ея начертана на одной  изъ колоннъ, поддерживающихъ куполъ — 6225 годъ отъ сотворенія міра., т. е. 757 год по Р. X.»[Л 13]

Дюбуа де Монпере: «Дата его основания процарапана на одной из колонн – 6225 год от сотворения мира (757 г. от Р.Х.) (elle est de l'an 6225 d'Adam (757 de J.-C.))»
[Л 14].
4. ↑  Четыре голосника были обнаружены в 1969 году при реставрации парусов храма. Сначала их ошибочно датировали концом VI — началом VIII веков. Более позднюю датировку, чем Якобсон, дали А. В. Сазанов (второй половиной X—XI веков)[Л 19][Л 24][Л 1], руководитель Центра подводной археологии Киевского национального университета С. М. Зеленко (XIII—XIV век), В. В. Булгаков (первая половина X века), а А. И. Айбабин отнёс и голосники, и храм к XII веку. Ещё четыре голосника нашли при реставрации купола в 1976 году. Согласно Е. Д. Артеменко, одна амфора аналогична четырём предыдущим, ещё одна аналогична амфорам с корабля, потерпевшего кораблекрушение в бухте Серче Лимани у Мармариса в конце X — начале XI веков[Л 1].
5. ↑  Шарль-Жильбер Ромм, посетивший город в 1786 г., отмечал, что в церкви «встречаются обломки мрамора, … взятые … из развалин нескольких храмов или из какого-нибудь большого здания, которое было воздвигнуто в этой местности греками. Четыре колонны серого мрамора с продольными поясами поддерживают церковный купол… На одной из этих колонн видна греческая надпись, многие буквы которой стёрлись»[Л 8].

П. Свиньин в 1825 году писал, что «великое множество надписей, барельефов, отломков от колонн, вмазанных в стены церкви и находимых вокруг её, заставляют полагать, что она построена была первыми пришедшими сюда христианами, из развалин храма знаменитого Эскулапа Пантикапейского, о коем упоминают древние писатели»[Л 8].
 Архиепископ Гавриил писал, что снаружи в стену церкви вделано несколько древних надгробий с греческими надписями[Л 7].
6. ↑  Иоганн Эрих Тунманн писал в 1777 году о татарах Крымского ханства: «Христианам и иудеям они предоставляют много религиозной свободы; армяне и греки имеют в городах и деревнях свои церкви»[Л 29].

Эвлия Челеби, посетивший Керчь в 1665 году, отметил, что «имеется и церковь неверных. Это был древний храм генуэзских франков, что ясно по изображениям»[Л 28][Л 30].

Через четыре года город под надзором османских сопровождающих посетил вице-адмирал К. И. Крюйс с адмиралом Ф. Головиным. Крюйс сообщал о действовавших в городе «двадцати Турских мечетях и двух Греческих церквях»[Л 28][Л 31].

Через сто с лишним лет аналогичные цифры называл И. Э. Тунманн: «В начале этого столетия насчитывали в нём 22 мечети и две греческих церкви»[Л 29].

В 1774 году Р. Н. Томилов, составивший топографическое описание Керчи, упомянул о действующей «церкви греческой»[Л 32][Л 28].
7. ↑  Шарль-Жильбер Ромм (1750—1795) отмечал, что к 1786 году «пьедестал ушел в землю фута на 4, так как церковный пол находился прежде на такой именно глубине, и его подняли, не трогая колонн и предпочтя их частично засыпать»[Л 8].

Дюбуа де Монпере в 1799 году писал, что «базы и отчасти стволы [колонн] углубились ниже уровня вымостки пола»[Л 8].

П. Свиньин писал, что к 1825 году «базы коих [колонн] ушли в землю более, чем на сажень глубины»[Л 8].
 По словам Х. Х. Зенкевича, за годы своего существования «церковь была засыпана землёю так, что в неё нужно было спускаться по нескольким ступеням»[Л 35].
8. ↑  Возможно, это было изображение святого Георгия[Л 36].
9. ↑  П. И. Сумароков в 1799 году видел «изветшалое на пергамине Евангелие»[Л 6].

В. В. Измайлов посетил Керчь в 1800 году. Он видел в алтаре «Евангелие, писанное на пергамине, которое пережило столетия и сохранилось в целости»[Л 8].

Г. В. Гераков, посетивший храм в 1820 году, «видел Евангелие и Апостол, написанные по-гречески на пергаменте, чётко и чисто, не менее 500 лет тому назад»[Л 8].

Н. Мурзакевич описал интерьер храма, отметив иконы Спасителя, Богородицы и Иоанна Крестителя, показавшиеся ему «весьма древними», он описал также «харатейное [написанное на папирусе или пергаменте или просто рукописное] Евангелие IX века, и Апостольские Деяния с Посланиями, века XII. Обе книги in-folio»[Л 8].

П. Свиньин в 1925 году писал о Евангелии, хранившемся в храме, «что будто им драгоценный список [Евангелия] на пергаменте, который якобы им самим [апостолом] писан; впрочем сей рукописи самые строгие археологи дают не менее тысячи лет»[Л 8].
 По описанию, данному архиепископом Гавриилом, внутри храма «в алтаре Св. Трапеза и жертвенник стоят, утверждённые на 4-х каменных столбах, покрытых каменными же досками. Имеется иконостас замечательной Греко-Византийской работы и в нём древние иконы: Спасителя, Пресв. Богородицы и Иоанна Предтечи. Извне, в стене церкви, вделано несколько древних надгробий с эллинскими надписями. Значительные также древностию тут есть и книги: Евангелие и Апостол на Греческом диалекте»[Л 7].